# Jackson Irvine
Jackson Alexander Irvine (Melbourne, 1993. március 7. –) ausztrál válogatott labdarúgó, a német St. Pauli csatárja.
Részt vett a 2013-as U20-as labdarúgó-világbajnokságon és a 2017-es konföderációs kupán.

## Statisztika

### A válogatottban
| Válogatott | Év       | Pályára lépés | Gól |
| ---------- | -------- | ------------- | --- |
| Ausztrália | 2013     | 1             | 0   |
| Ausztrália | 2015     | 1             | 0   |
| Ausztrália | 2016     | 5             | 0   |
| Ausztrália | 2017     | 8             | 1   |
| Ausztrália | 2018     | 9             | 2   |
| Ausztrália | 2019     | 9             | 2   |
| Ausztrália | 2021     | 9             | 1   |
| Ausztrália | 2022     | 10            | 1   |
| Ausztrália | 2023     | 1             | 1   |
| Összesen   | Összesen | 53            | 8   |

#### Góljai a válogatottban
| # | Időpont            | Helyszín                                          | Ellenfél                | Gólok | Eredmény | Kiírás               |
| - | ------------------ | ------------------------------------------------- | ----------------------- | ----- | -------- | -------------------- |
| 1 | 2017. március 28.  | Sydney Stadion, Sydney, Ausztrália                | Egyesült Arab Emírségek | 1–0   | 2–0      | 2018-as VB-selejtező |
| 2 | 2018. március 23.  | Ullevaal Stadion, Oslo, Norvégia                  | Norvégia                | 1–0   | 1–4      | Barátságos mérkőzés  |
| 3 | 2018. december 30. | Al-Maktúm Stadion, Dubaj, Egyesült Arab Emírségek | Omán                    | 5–0   | 5–0      | Barátságos mérkőzés  |
| 4 | 2019. október 15.  | Nemzeti Stadion, Kaohsziung, Tajvan               | Tajvan                  | 3–1   | 7–1      | 2022-es VB-selejtező |
| 5 | 2019. október 15.  | Nemzeti Stadion, Kaohsziung, Tajvan               | Tajvan                  | 4–1   | 7–1      | 2022-es VB-selejtező |
| 6 | 2021. június 3.    | Jaber Al-Ahmad Stadion, Kuvaitváros, Kuvait       | Kuvait                  | 2–0   | 3–0      | 2022-es VB-selejtező |
| 7 | 2022. június 7.    | Ahmad bin Ali Stadion, Al-Rajján, Katar           | Egyesült Arab Emírségek | 1–0   | 2–1      | 2022-es VB-selejtező |
| 8 | 2023. március 24.  | Western Sydney Stadion, Sydney, Ausztrália        | Ecuador                 | 1–0   | 3–1      | Barátságos mérkőzés  |

## Sikerei, díjai

### Klub
- Celtic
  - Skót bajnok: 2012–13

- Ross County
  - Skót ligakupa: 2015–16

### Válogatott
- Burton Albion – Az év játékosa: 2016–17